# British Hard Court Championships 1976
British Hard Court Championships 1976, також відомий за назвою спонсора як Coca-Cola British Hard Court Championships, — чоловічий і жіночий тенісний турнір, що проходив на відкритих кортах з ґрунтовим покриттям у Борнмуті (Англія). Чоловічий турнір проходив у рамках Commercial Union Assurance Grand Prix 1976. Тривав з 10 до 16 травня 1976 року. Войцех Фібак і Гельга Мастгофф здобули титул в одиночному розряді.

## Переможці та фіналісти

### Чоловіки. Одиночний розряд
Войцех Фібак —  Мануель Орантес 6–2, 7–9, 6–2, 6–2

### Одиночний розряд. Жінки
Гельга Мастгофф —  Сью Баркер 5–7, 6–3, 6–3

### Парний розряд. Чоловіки
Войцех Фібак /  Фред Макнеер —  Хуан Гісберт /  Мануель Орантес 4–6, 7–5, 7–5

### Парний розряд. Жінки
Лінкі Бошофф /  Ілана Клосс —  Леслі Чарлз /  С'ю Меппін 6–3, 6–2

### Змішаний парний розряд
Лінкі Бошофф /  Колін Даудесвелл —  Ілана Клосс /  Байрон Бертрам 6–8, 8–6, 6–1